# Pietro Grimani
Pietro Grimani (ur. 5 października 1677, Wenecja, zm. 7 marca 1752, tamże) – doża Wenecji.

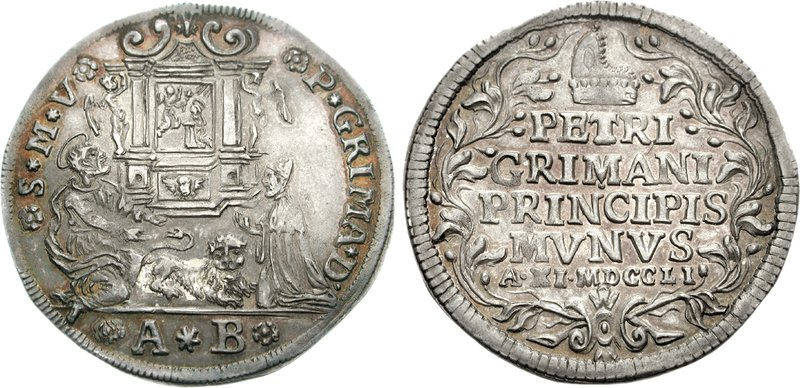
moneta z podobizną Pietro Grimaniego

Zostanie dożą w 1741 r. było dla Grimaniego ukoronowaniem długiej kariery dyplomatycznej. Był m.in. przez kilka lat ambasadorem w Wielkiej Brytanii (1710–1713), gdzie poznał m.in. Isaaca Newtona, i w Austrii (1715–1720).
Jako doża Wenecki kontynuował politykę neutralności.